# Francisco Henriques
Francisco Henriques (Flandres, ? - Portugal, 1518) foi um pintor ativo em Portugal no início do século XVI. As obras que lhe são atribuídas mostram um perfeito domínio do ofício, seguindo um estilo gótico tardio de grande elegância.

## Vida
Pouco se sabe sobre sua vida, mas é certo que chegou a Portugal por volta do ano de 1500, vindo de Bruges, na Flandres, onde pode ter sido aluno de Gerard David. O seu primeiro trabalho em Portugal terá sido o retábulo da Sé de Viseu, liderando uma oficina da qual participava Vasco Fernandes, então um jovem aprendiz. 
Nos anos seguintes trabalhou na decoração de várias igrejas, especialmente no Políptico da capela-mor e nos painéis das capelas laterais da Igreja de São Francisco de Évora, um dos mais notáveis e mais belos agrupamentos de pintura manuelina, hoje quase na sua totalidade à guarda do Museu Nacional de Arte Antiga, em Lisboa, e na Casa dos Patudos, em  Alpiarça. Foi executado por Francisco Henriques entre 1507 e 1511.  
José de Figueiredo atribuiu-lhe, sem base documental, o Retábulo da Vida de São Tiago, do Convento de Palmela, por o datar da época do apogeu do artista.
Em 1518, Francisco Henriques foi designado para fazer um importante conjunto de pinturas para o Tribunal da Relação, obra a que meteu ombros ajudado por vários oficiais flamengos e também por pintores portugueses de categoria, como o seu futuro genro Garcia Fernandes e porventura André Gonçalves, Cristóvão de Figueiredo e Gregório Lopes. Chefiar um tal grupo de artistas é testemunho flagrante de valor e prestígio. Este conjunto que não chegou a concluir-se perdeu-se, infelizmente, talvez no Terramoto de 1755; Garcês Teixeira supõe que dele provenha a impressionante tábua quinhentista «O Inferno», no Museu Nacional de Arte Antiga. No mesmo ano de 1518, porém, Francisco Henriques findava os seus dias vítima da peste que então assolou Lisboa e ceifou também os seus sete oficiais flamengos e alguns escravos ao seu serviço. O mestre pintor permanecera em Lisboa, com os perigos da epidemia, por determinação de D. Manuel I, que tinha a peito ver a obra concluída sem demora.

## Outras obras
- Aparição de Cristo a Maria Madalena (c. 1508-11), no MNAA.
- Nossa Senhora com o Menino, São Bento e São Bernardo (c. 1515), na Igreja matriz da Ribeira Brava (Madeira)

## Galeria

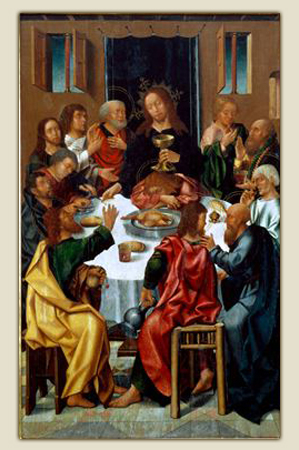
Última Ceia (Políptico da Capela-mor da Sé de Viseu, no Museu Grão Vasco)
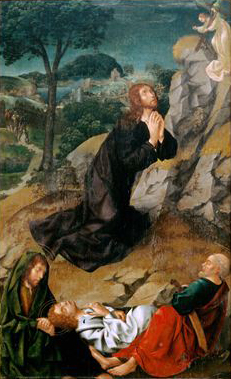
Cristo no Horto, do Políptico da Capela-mor da Sé de Viseu, Museu Grão Vasco
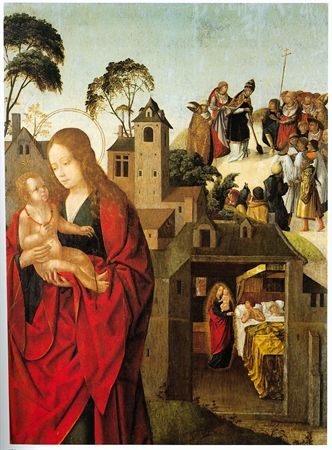
Nossa Senhora das Neves, Capelas laterais da Igreja de São Francisco de Évora, Museu Nacional de Arte Antiga
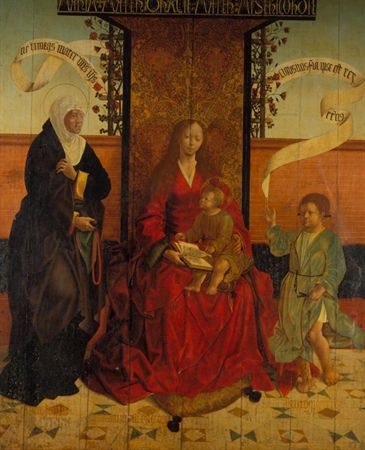
Nossa Senhora da Graça com o Menino, Santa Julita e São Querito, Capelas laterais da Igreja de São Francisco de Évora, Museu Nacional de Arte Antiga
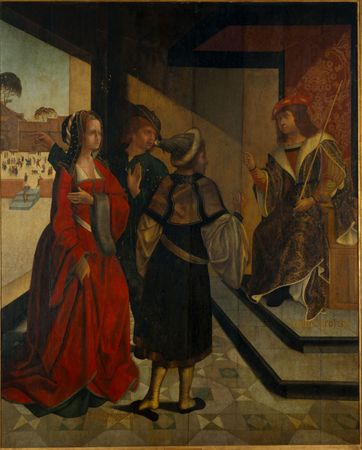
O Profeta Daniel e a Casta Susana, Capelas laterais da Igreja de São Francisco de Évora, Museu de Évora
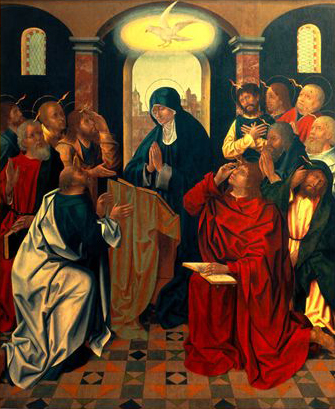
Pentecostes, Capelas laterais da Igreja de São Francisco de Évora, Museu Nacional de Arte Antiga
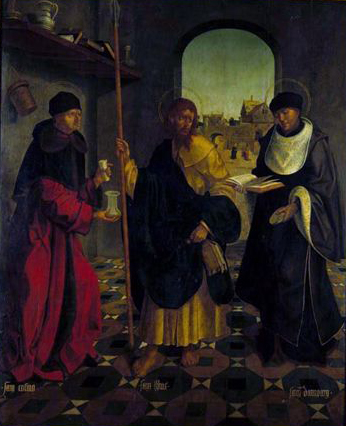
São Cosme, São Tomé e São Damião, Capelas laterais da Igreja de São Francisco de Évora, Museu Nacional de Arte Antiga
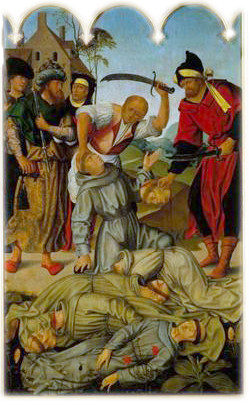
Degolação dos Cinco Mártires de Marrocos, Políptico da Igreja de São Francisco de Évora, Museu Nacional de Arte Antiga
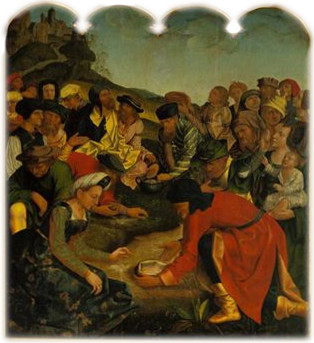
Apanha do Maná no Deserto, Políptico da Igreja de São Francisco de Évora, Museu Nacional de Arte Antiga
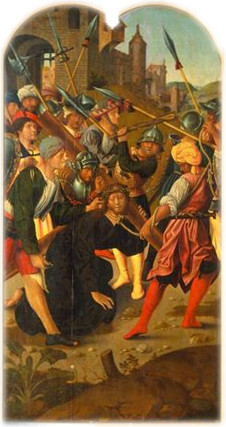
Cristo a Caminho do Calvário, Políptico da Igreja de São Francisco de Évora, Museu Nacional de Arte Antiga)
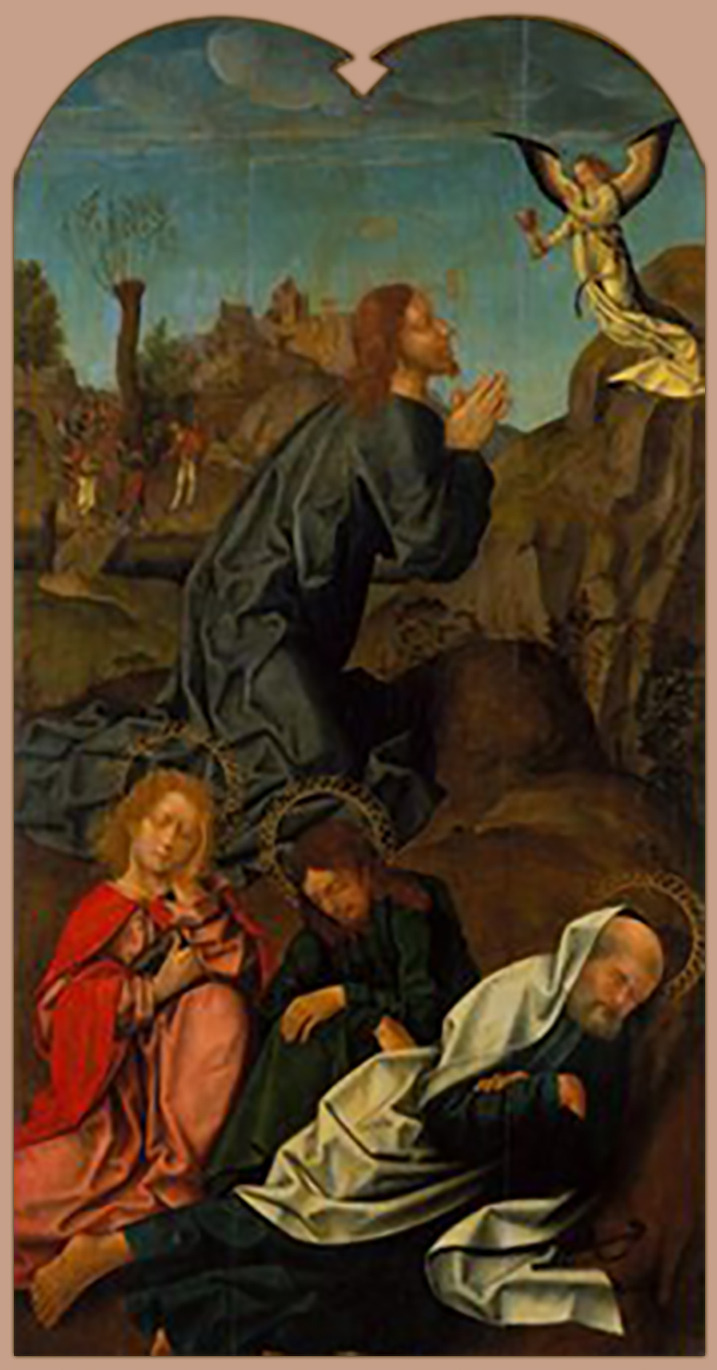
Cristo no Horto, Políptico da Igreja de São Francisco de Évora, Museu Nacional de Arte Antiga
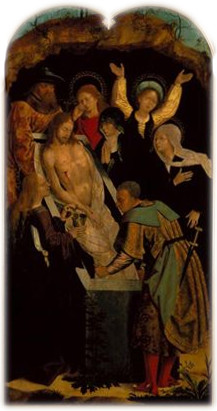
Deposição de Cristo no Túmulo, Políptico da Igreja de São Francisco de Évora, Museu Nacional de Arte Antiga
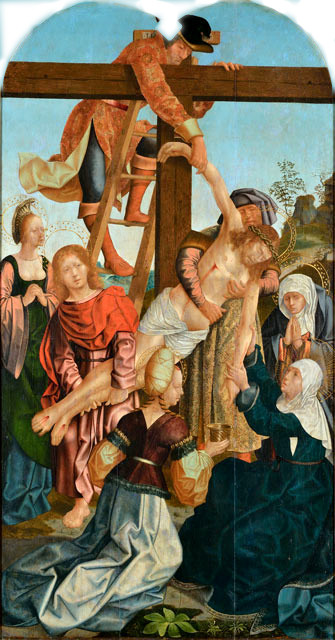
Descida da Cruz, Políptico da Igreja de São Francisco de Évora, Museu Nacional de Arte Antiga
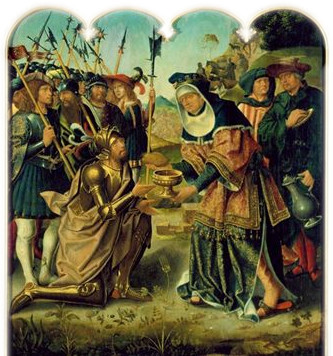
Encontro de Abraão e Melquisedeque, Políptico da Igreja de São Francisco de Évora, Museu Nacional de Arte Antiga
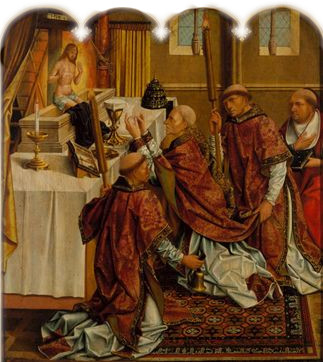
Missa de São Gregório, Políptico da Igreja de São Francisco de Évora, Museu Nacional de Arte Antiga
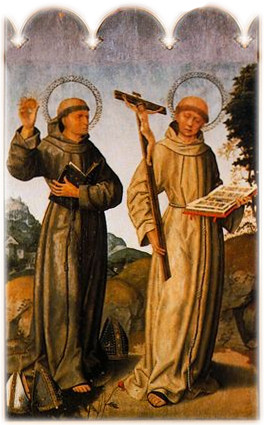
São Bernardino de Siena e Santo António, Políptico da Igreja de São Francisco de Évora, Museu Nacional de Arte Antiga
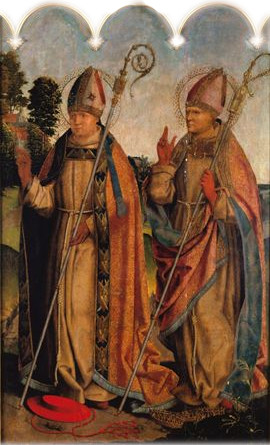
São Boaventura e São Luís de Tolosa, Políptico da Igreja de São Francisco de Évora, Museu Nacional de Arte Antiga)
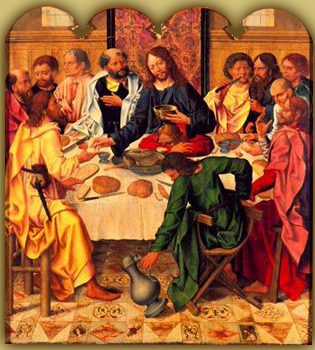
Última Ceia, Políptico da Igreja de São Francisco de Évora, Museu Nacional de Arte Antiga)